# Крест Военных заслуг (Саксония)
Крест Военных заслуг (нем. Das sächsische Kriegsverdienstkreuz) — государственная награда королевства Саксония.  Крест учрежден 30 октября 1915 года, в ходе Первой мировой войны, королём Фридрихом Августом Третьим, для награждения за патриотическую и гуманитарную деятельность, связанную с ведением военных действий, а также за участие в боях при отсутствии ранее полученных военных наград Саксонии. При получении военной награды крест сдавался в казну.
Крест выполнен из бронзы, нижний конец креста длиннее остальных, между концами креста — лавровый венок. В центральном медальоне — портрет короля Фридриха Августа. Лента зелёная, с белыми полосами по краю, и жёлто-голубой каймой.